# Margarete Bothe

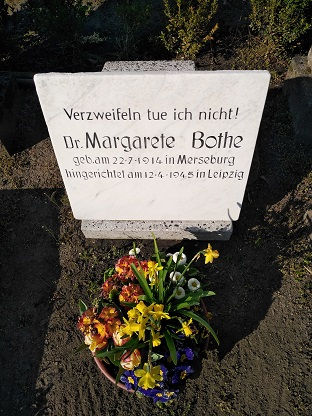
Grabstätte in Merseburg

Margarete Bothe (* 22. Juli 1914 in Merseburg; † 12. April 1945 in Lindenthal bei Leipzig) war eine deutsche Volksschullehrerin, Historikerin und NS-Opfer.

## Leben
Bothe wurde als Tochter des Generaldirektors und früheren Landesrates Gustav Bothe geboren. Nach dem Abitur in Halle 1936 ließ sie sich zunächst in Braunschweig zur Volksschullehrerin ausbilden und studierte anschließend ab 1938 in Heidelberg und nach Schließung dieser Universität wegen des Kriegsausbruchs in Leipzig Geschichte, Germanistik und Geographie.
Durch ihre Bekanntschaft mit Renate Drucker und Marianne Goerdeler, in deren Elternhaus sie gelegentlich zu Gast war, durch ihre Freundschaft mit Käte Lekebusch (spätere Gadamer), Elisabeth Grosch, Karl-Erich Born u. a. wurde sie Mitglied in einem lockeren Kreis regimekritischer Studentinnen und Studenten. Im Sommer 1944 promovierte sie bei Otto Vossler über Das Verhältnis von Moral und Politik bei Kant, Herder, Fichte und Hegel, eine ideengeschichtliche Arbeit ohne direkten Zeitbezug, aber mit auffällig unzeitgemäßen und unheroischen Zitaten Kants und Herders zum Thema Krieg. Im November 1944 legte sie das Staatsexamen für das Höhere Lehramt ab.
Nach Denunziation durch eine Kommilitonin wurde sie am 1. Dezember 1944 wegen Abhörens von Feindsendern verhaftet, ihre ehemaligen Vermieter, der Regimegegner Alfred Menzel und seine Frau, wenige Tage darauf. Die teilweise dramatische Verhandlung vor dem Sondergericht I in Leipzig endete am 9. Februar 1945 mit einem Freispruch. Die Gestapo behielt sie aber weiterhin in Haft, weil sie ihre ehemaligen Vermieter nicht angezeigt hatte und auch wegen ihrer Besuche im Hause Goerdeler und ihrer Freundschaft mit Käte Lekebusch, die sich wegen regimefeindlicher Äußerungen vor dem Volksgerichtshof verantworten musste. Zeitweise teilte Bothe ihre Zelle mit Hertha Goldmann, der Ehefrau des Verlegers Wilhelm Goldmann, mit der sie enge Freundschaft schloss. Eine Einweisung in ein KZ war offensichtlich geplant, konnte aber nicht mehr verwirklicht werden. Am 12. April 1945 im Alter von 30 Jahren wurde Margarete Bothe mit 52 anderen Gestapohäftlingen in Lindenthal erschossen und verscharrt. Nach der Exhumierung am 2. Mai sorgte ihre Freundin Elisabeth Grosch für die Einäscherung und die Überführung der Urne nach Merseburg, wo sie am 5. Februar 1946 zwischen den Gräbern ihrer Großeltern Bithorn auf dem Stadtfriedhof St. Maximi beigesetzt wurde.

## Ehrungen
1947 hat die Stadt Leipzig die frühere Johann-Georg-Straße im Stadtteil Gohlis-Süd in Bothestraße umbenannt.
Am 10. Juni 2011 hat der Künstler Gunter Demnig in der Heinrich-Budde-Straße 27 in Leipzig einen Stolperstein zur Erinnerung an Bothe verlegt.
Zum 12. April 2020, dem 75. Todestag Bothes, wurde auf Anregung der Geschichtswerkstatt Merseburg-Saalekreis e. V. die Inschrift auf der Grabplatte ergänzt um „Verzweifeln tue ich nicht!“ – Der Satz stammt aus einem ihrer letzten Briefe aus dem Gestapo-Gefängnis.